# Miojapyx
Miojapyx es un género de Diplura en la familia Parajapygidae.

## Especies
- Miojapyx americanus Ewing, 1941